# Distrito de Nooken
El distrito de Nooken (en kirguís: Ноокен району) es uno de los rayones (distrito) de la provincia de Jalal-Abad en Kirguistán. Tiene como capital la ciudad de Massy.
- Datos: Q2573293